# Mamamoo
Mamamoo (tiếng Hàn: 마마무, cách điệu là MAMAMOO) là một nhóm nhạc nữ Hàn Quốc được thành lập bởi RBW (trước đây là WA Entertainment) vào năm 2014. Nhóm bao gồm 4 thành viên Solar, Moonbyul, Wheein và Hwasa. Nhóm chính thức ra mắt với đĩa đơn "Mr. Ambiguous" vào ngày 18 tháng 6 năm 2014. Màn ra mắt của họ được một số nhà phê bình coi là một trong những màn ra mắt K-pop xuất sắc nhất năm 2014. Họ được ghi nhận với các khái niệm retro, jazz, R&B và giọng hát mạnh mẽ của họ.

## Lịch sử

### Trước khi ra mắt
Trước khi ra mắt chính thức, Mamamoo đã cộng tác với nhiều nghệ sĩ. Bài hát đầu tiên mang tên "Don't Be Happy" với Bumkey đã được phát hành vào ngày 8 tháng 1 năm 2014. Một sự hợp tác thứ hai với K.Will có tiêu đề "Peppermint Chocolate" với Wheesung đã được phát hành vào ngày 11 tháng 2 năm 2014.  Bài hát "Peppermint Chocolate" xếp thứ 11 trên bảng xếp hạng kỹ thuật số trong tuần đầu tiên. Ngày 30 tháng 5, Mamamoo phát hành bài hát thứ ba hợp tác với rapper Geeks là ''Heeheehaheho''.

### 2014: Ra mắt vớiHellovàPiano Man
Nhóm ra mắt chính thức vào ngày 18 tháng 6 với single "Mr. Ambiguous" trong mini album đầu tiên Hello. Đặc biệt, trong MV của ca khúc có sự xuất hiện của nhiều ca sĩ K-pop nổi tiếng như Jonghuyn (CNBLUE), Baek Ji Young, Wheesung, Jung Joon Young, Bumkey. Album bao gồm ba bài hát hợp tác phát hành trước đó và bốn bài hát mới.
Nhóm có màn trình diễn đầu tiên vào ngày 19 tháng 6 tại M! Countdown. Ngày 27 tháng 6, Mamamoo biểu diễn "Peppermint Chocolate" với K.Will và VIXX trên Music Bank "Half-Year" đặc biệt. Vào ngày 05 tháng 7, nhóm đã tổ chức một buổi hòa nhạc tại Đại học Hongik, Hongdae, Seoul. Vào tháng 7, Mamamoo phát hành bài hát nhạc phim đầu tiên với tựa đề "Love Lane" cho bộ phim Hàn Quốc Marriage, Not Dating. Vào ngày 21 tháng 11, Mamamoo phát hành thứ hai mini-album Piano Man của họ, với một ca khúc chủ đề cùng tên. Bài hát chủ đề đạt vị trí 41 trên bảng xếp hạng Gaon Digital. Đến cuối năm 2014, Mamamoo xếp hạng thứ 10 trong Top những nhóm nhạc bán nhiều album nhất với hạng 19 trong doanh số bán album, và thứ 11 trong tổng doanh thu năm 2014.
Vào ngày 10 tháng 1, nhóm tham gia show Immortal Songs 2, Mamamoo thực hiện một màn trình diễn của Joo Hyun Mi "Wait a Minute". Tuy là cái tên khá xa lạ vào thời điểm bấy giờ, song với một màn trình diễn đầy ấn tượng, nhóm đã lần lượt chiến thắng từng vòng đấu và lọt đến vòng cuối cùng trước khi để thua Kim Kyung Ho. Đây là thành tích dường như chưa có tiền lệ đối với một nhóm nhạc thần tượng mới ra mắt.

### 2015:Pink Funkyvà tăng độ nổi tiếng
Vào ngày 02 tháng 4 năm 2015, Mamamoo phát hành "Ahh Oop!", single đầu tiên trong ba mini album với tựa đề Pink Funky. "Ahh Oop!" là màn kết hợp thứ hai của nhóm với nữ nghệ sĩ cùng công ty Esna, trước đó Esna cũng có góp giọng vào ca khúc "Gentleman'' trong mini album thứ hai Piano Man.

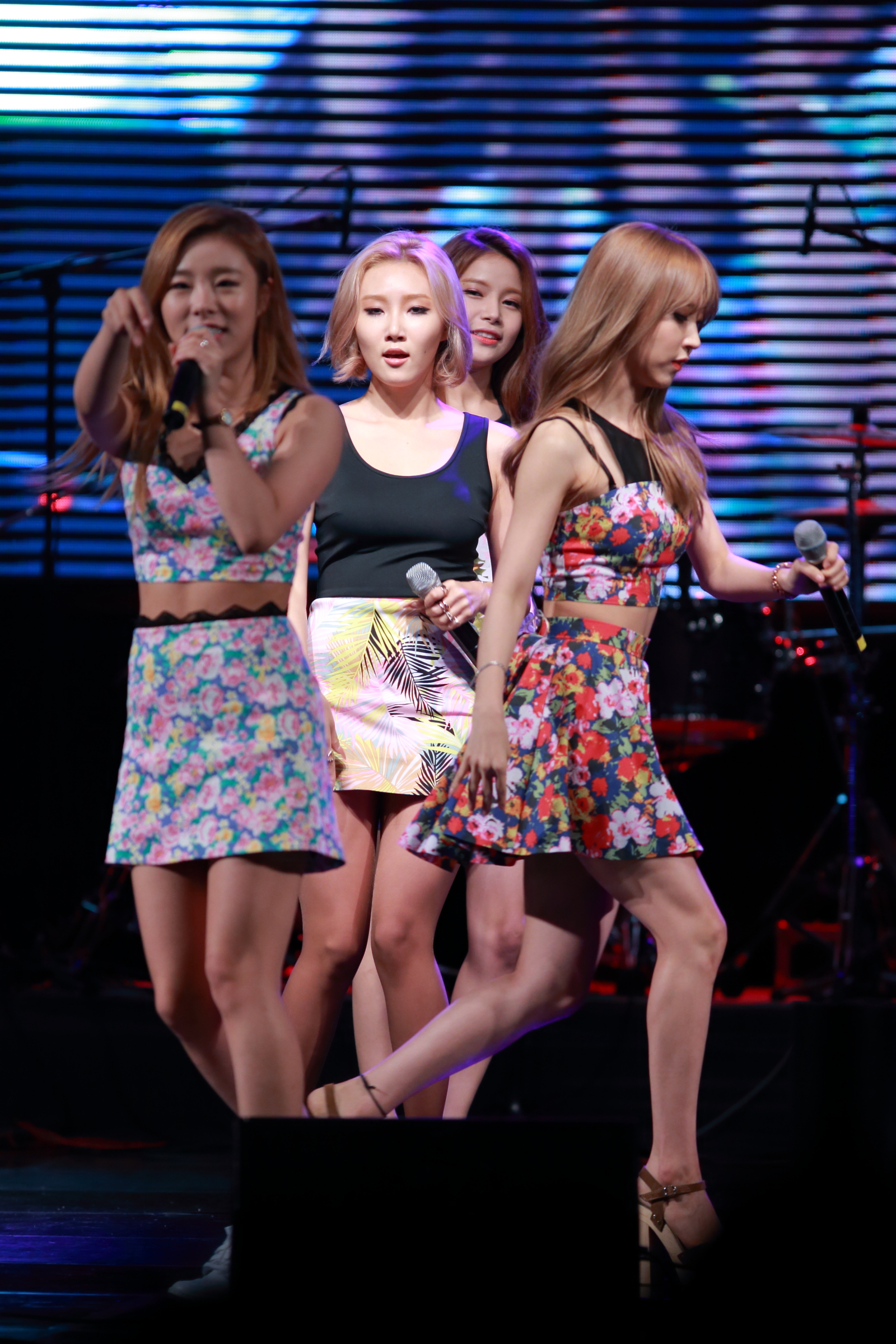
Mamamoo biểu diễn vào ngày 29 tháng 8 năm 2015

Vào ngày 13, nhóm đã đi đến Ulaanbaatar, Mông Cổ để thực hiện tại một sự kiện được tài trợ bởi Đại sứ quán Hàn Quốc với Crayon Pop và K-Much. Sự kiện này là một buổi hòa nhạc kỷ niệm được tổ chức để vinh danh kỷ niệm 25 năm quan hệ ngoại giao giữa Hàn Quốc và Mông Cổ.
Bước ngoặt lớn trong sự nghiệp ca hát của Mamamoo chính là vào ngày 19 tháng 6, khi Mamamoo phát hành mini-album thứ ba của họ Pink Funky với ca khúc chủ đề "Um Oh Ah Yeh". Ngay khi được phát hành, bài hát đã leo lên vị trí số 1 trên 6 BXH nhạc số trực tuyến, leo lên vị trí thứ ba trên bảng xếp hạng tuần Gaon , phát hành cùng thời điểm với nhiều nhóm nhạc nổi tiếng như Sistar, AOA,...
Ngày 23 tháng 8, Mamamoo tổ chức fan meeting đầu tiên mang tên "1st MOO Party" với 2.400 fan hâm mộ tại Công viên Olympic ở Seoul. Vé của buổi meeting đã được bán hết trong vòng 1 phút. Họ cũng đã tổ chức "1st MOO Party" tại Los Angeles vào ngày 4 tháng 10. Đây là chuyến đi đầu tiên của họ đến Hoa Kỳ.
Trong đêm bán kết của cuộc thi Show Me The Money 4, Mamamoo đã có một màn trình diễn ca khúc Stand Up đầy ấn tượng kết hợp cùng Basick (Rapper cùng công ty). Màn trình diễn này nhận được rất nhiều sự yêu thích của khán giả, đưa Basick lọt vào đêm chung kết và sau này trở thành Quán quân của SMTM4.
Vào ngày 29 tháng 8, Mamamoo trở lại Immortal Song 2 với màn biểu diễn "Delilah" của Jo Young Nam và thêm một lần đứng vị trí thứ 2 với một màn trình diễn vô cùng ấn tượng và giàu cảm xúc. Ngày 31 tháng 10 đánh dấu chiến thắng chung cuộc đầu tiên của Mamamoo khi họ trở lại chương trình với bản phối lại ca khúc "Backwoods" trong tập đặc biệt thứ 1 về huyền thoại nhạc trot Hàn Quốc Bae Ho. Màn biểu diễn kết thúc nhóm chiến thắng trên Immortal Song với số điểm 404 điểm.
Với những thành công trong hoạt động âm nhạc, cái tên Mamamoo dần trở nên nổi tiếng trong công chúng. Thành viên Moon Byul đã được chọn vào vai chính trong bộ phim truyền hình Start Love (스타트 러브). Giọng ca chính, trưởng nhóm Solar tham gia vào cuộc thi hát King of Masked Singer. Hwa Sa góp giọng trong album và xuất hiện cùng trên sân khấu comeback của Hyuna trong ca khúc "Ice Ice", Wheein cũng góp giọng trong album của CNBLUE "2gether".

### 2016:MeltingvàMemory
Vào ngày 26 tháng 1 năm 2016, Mamamoo phát hành single "dọn đường'' ballad R&B, "I Miss You" trong full album của nhóm Melting. Ngày 12 tháng 2, bài hát khác "1cm/Taller than You" được phát hành trước với một MV. Full album được phát hành vào ngày 26 tháng 2, ra mắt với vị trí thứ 3 trên Gaon chart. Bài hát chính "You're the Best (넌 is 뭔들)" ra mắt với vị trí thứ 3 nhưng đạt vị trí thứ 1 vào tuần sau, trở thành single đầu tiên của nhóm đạt vị trí thứ 1.

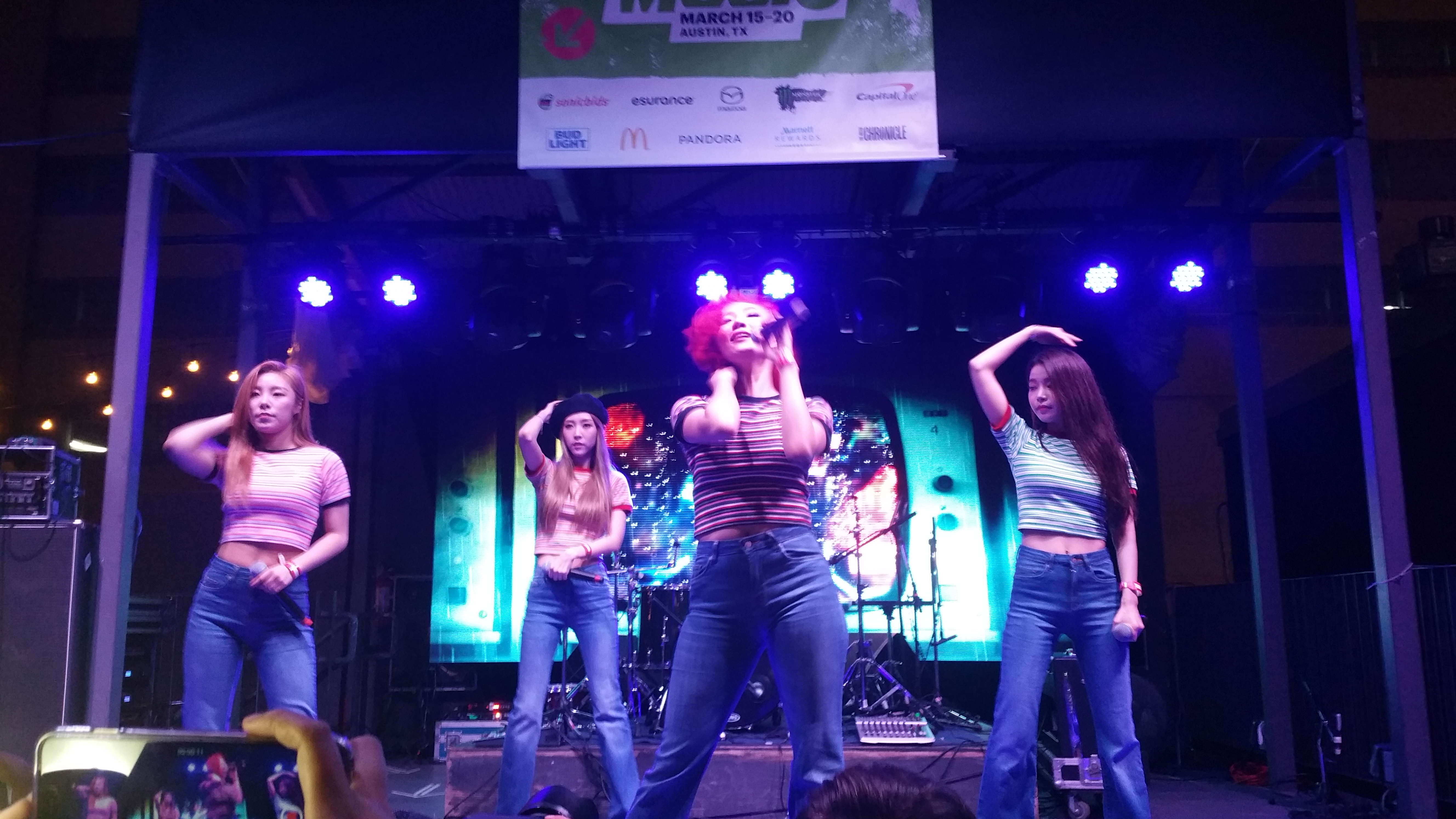
Mamamoo tại Kpop Night Out SXSW 2016

Vào ngày 6 tháng 3, nhóm giành được chiến thắng lần đầu tiên với bài hát "You're the Best" trên Inkigayo, sau đó là trên Music Bank, M! Countdown, và một số chương trình âm nhạc.Nhóm nhận được tổng cộng 8 chiếc cup cho single.Vào ngày 16 tháng 3, Mamamoo trình diễn ở Austin, Texas tại South By Southwest's K-Pop Night Out. Khoảng ba tháng sau, nhóm đến Mỹ, trình diễn tại KCON NY tại Newark, New Jersey vào ngày 25 tháng 6. Cùng với nhóm nhạc GFriend, nhóm tham gia chương trình thực tế "SHOWTIME".
Ngày 31 tháng 8, Mamamoo phát hành single "Angel" và "Dab Dab" như phân nhóm bao gồm vocalist (Solar và Wheein) và rapper (Moonbyul và Hwasa). Ngày 21 tháng 9, Mamamoo phát hành single kĩ thuật số "New York" và MV. Sau khi quảng bá cho "New York", công ty quản lý của Mamamoo thông báo rằng nhóm sẽ comback vào ngày 7 tháng 11 với mini album thứ tư của họ, Memory. Single chính cho Memory được thông báo là "Décalcomanie."  Ngay sau đó, Mamamoo đã tham gia vào nhiều lễ trao giải thưởng cuối năm, và cũng tham gia vào OST cho bộ phim truyền hình Goblin với tựa đề "Love".

### 2017:Purple

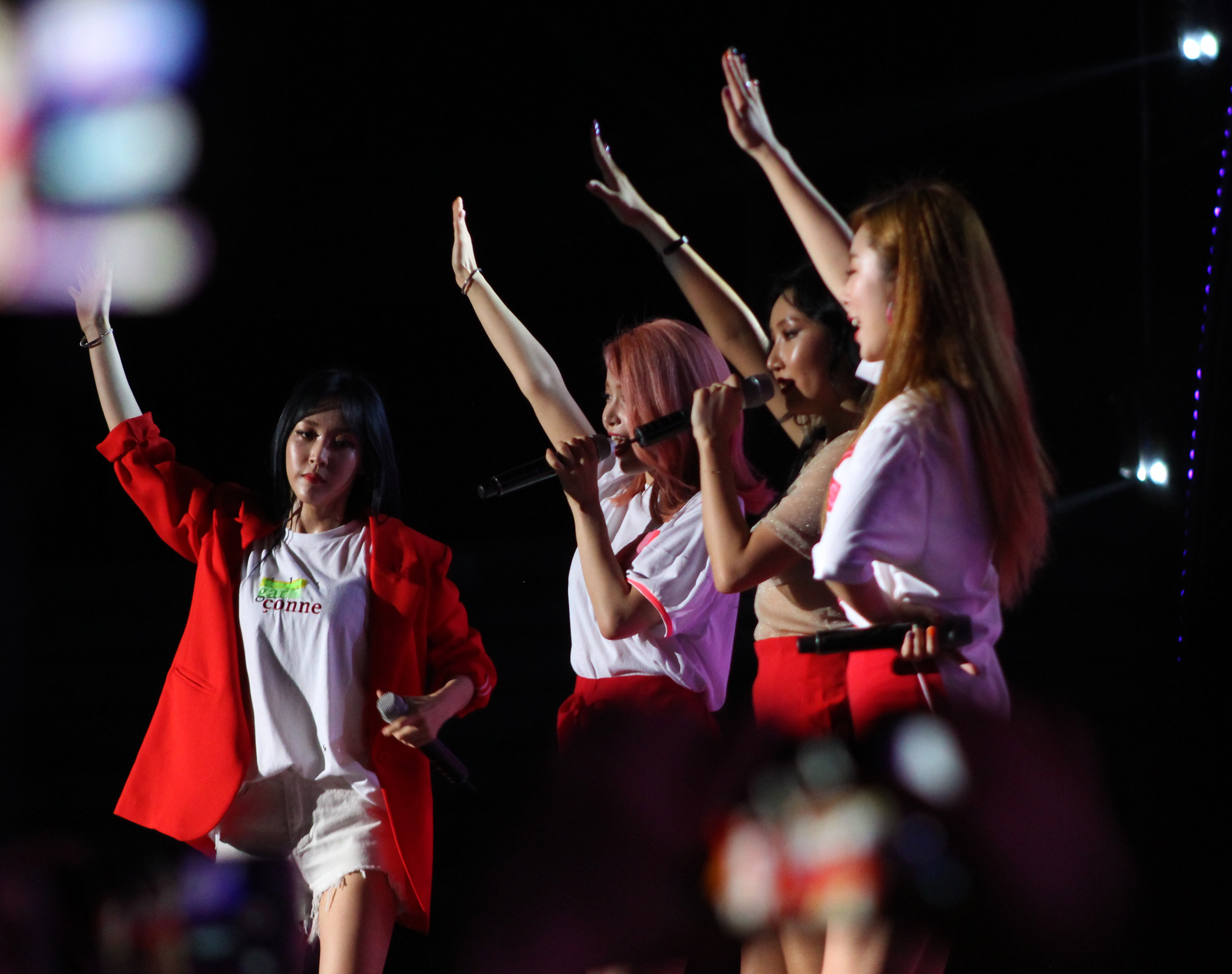
Mamamoo năm 2017

Ngày 17 tháng 6 năm 2017, Mamamoo tham gia vào Immortal Song 2 với bài hát "Love" của Noh Sa Yeon nhận được 430 điểm.
Mamamoo thông báo phát hành mini album thứ năm Purple ngày 22 tháng 6 năm 2017, với bài hát tựa đề "Yes I Am". Bài hát chủ đề nhanh chóng leo lên vị trí thứ nhất trên Melon real-time chart. Một ngày sau, Mamamoo thiết lập nên một kỉ lục mới cho nhóm nhạc nữ có lượng người nghe cao nhất trong 24 giờ. Ngày 27 tháng 6, Mamamoo nhận chiếc cup chương trình âm nhạc đầu tiên trên The Show, tiếp đó là chiến thắng trên Show Champion, M Countdown, và Show! Music Core.

### 2018:Yellow Flower, Wheein (magnolia), Moonbyul (SELFISH),RED MOON,BLUE;S
Mamamoo phát hành mini album thứ sáu mang tên Yellow Flower vào ngày 7 tháng 3 năm 2018., mở đầu cho series 4 Seasons, 4 Colors. Màn comeback vô cùng thành công cùng ca khúc chủ đề "Starry Night" đã đưa các cô nàng vươn lên vị trí thứ 2 trong bảng xếp hạng thương hiệu tháng 4, vượt qua cả girlgroup đình đám nhà JYP - TWICE. Điều này chứng tỏ vị thế hiện tại của Mamamoo giữa các nhóm nhạc nữ và sự "được lòng" từ cộng đồng fan Kpop.

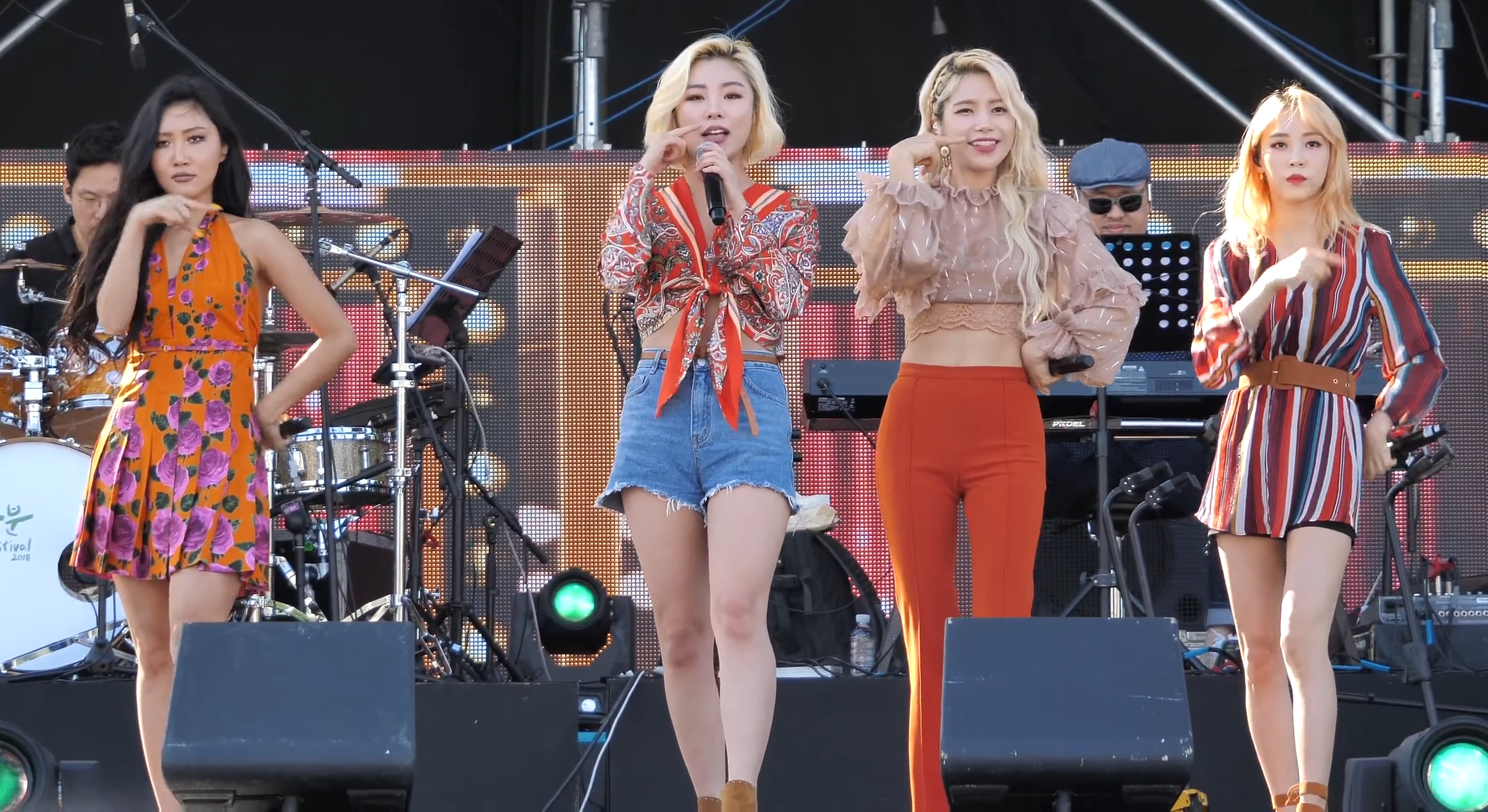
Mamamoo biểu diễn tại Holgabun Festival năm 2018

Ngày 20 tháng 8 năm 2018, chương trình " Hyena on the keyboard " phát sóng tập 8 với sự tham gia của Hwasa và rapper Loco. Cả hai đã cùng nhà sản xuất Woogie tạo nên ca khúc " Don't give it to me/ Above live ". Tập phát sóng đã gây được sự chú ý lớn, ngoài việc ca khúc đạt Perfect All-kill (đạt no.1 trên tất cả các bảng xếp hạng thời gian thực và hàng ngày) sau tập phát sóng và tạo được hiệu ứng lớn, Loco và Hwasa trở thành cặp đôi được yêu thích đông đảo.
Vào lúc 0:00 (giờ Hàn Quốc) ngày 13 tháng 7 tức 22:00 (giờ Việt Nam) ngày 12 tháng 7, MAMAMOO tung teaser của MV Egotistic (너나해). Vào lúc 18:00 (giờ Hàn Quốc) tức 16:00 (giờ Việt Nam) ngày 16 tháng 7, Mamamoo đã cho ra mắt mini album thứ bảy mang tên "Red Moon", và là album thứ 2 tiếp nối series 4 Seasons, 4 Colors cùng với MV Egotistic (너나해).
Khoảng 6 tháng sau đó, vào ngày 29 tháng 11, Mamamoo cho "thả xích" mini album thứ 8 mang tên BLUE;S, album thứ 3 tiếp nối series 4 Seasons, 4 Colors cùng ca khúc chủ đề tên là Wind flower thuộc thể loạn R&B hòa trộn cùng tiết tấu êm tai dịu dàng Soul, ca khúc này là một sự thay đổi trong dòng nhạc vốn quen thuộc của Mamamoo đó giờ. Nhưng có lẽ không nhiều người không thích dòng nhạc này nên bài hát xuống hạng khá nhanh.

### 2019: Hwasa (Twit); White Wind, Wheein (Soar), Queendom, Reality in BLACK
"TWIT" - single solo của thành viên Hwasa chính thức "lên sàn" ngày 13 tháng 2 năm 2019 và nhận được 2 chiếc cup trên show âm nhạc, đạt hạng 3 trên Billboard Worldwide Digital Chart.

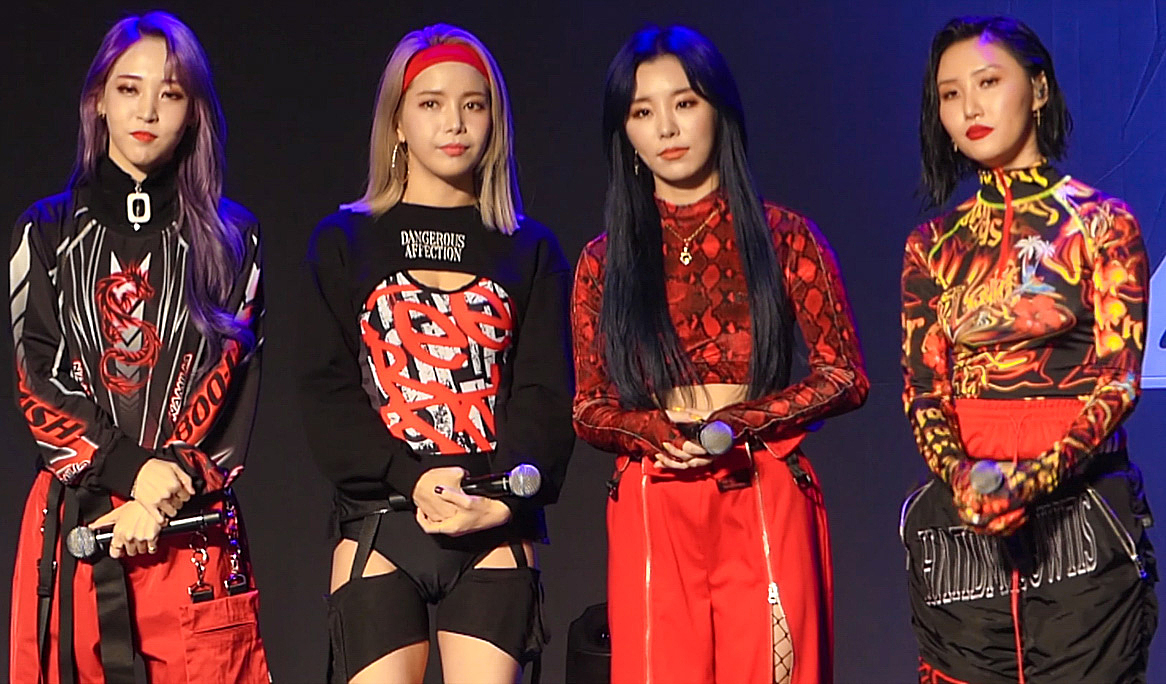
Mamamoo tại buổi showcase "Reality in Black" tháng 11/2019

Tiép sau Hwasa, thành viên Wheein cũng đã trở lại với album " Soar ", cùng ca khúc chủ đề " Good bye " vào ngày 5 tháng 9. Ca khúc đã đạt được những thành tích bất ngờ, đạt hạng 24 trên bảng xếp hạng Billboard Worldwide Digital Chart và từ từ đạt no.1 ở tất cả các bảng xếp hạng lớn (trừ Flo), trở thành 1 trong những nghệ sĩ xuất phát từ 1 nhóm nhạc thần tượng đạt no.1 trên Melon - BXH nhạc số hàng đầu Kpop. Trước đó, Wheein cũng đã có màn góp giọng trong ca khúc " Anymore " của nam ca sĩ Jungkey, đạt được 1 cup dù không quảng bá và single " Easy ", bài hát có trong album " magnolia " (2018)
Vào ngày 14 tháng 3 năm 2019, Mamamoo trở lại với mini album thứ chín mang tên " White Wind ". Nó bao gồm bảy bài hát, và bao gồm cả đĩa đơn chính "Gogobebe" sau MV "Wind flower". EP này là album cuối cùng trong series 4 Seasons, 4 Colors.' Gogobebe cũng lọt top một trong những video dance practice được like nhiều nhất trên youtube.
Nhóm tham gia chương trình sống còn dành cho girl group của đài Mnet và trở thành quán quân với chiến thắng thuyết phục.' 
Vào ngày 14 tháng 11 năm 2019, Mamamoo lại quay trở lại đường đua Kpop với Full Album thứ 2 " REALITY IN BLACK " Nó bao gồm 11 bài hát, và đĩa đơn chính thức là " HIP "' cũng như bài hát chung kết Queendom" Destiny ". Album REALITY IN BLACK cũng xuất sắc đứng đầu BXH Billboard World Album Chart. Đây là full album thứ hai của nhóm đứng đầu BXH này. Và MAMAMOO là nhóm nữ duy nhất ngoài Big3 đạt được thành tích này. HIP đã giành 7 cúp trên show âm nhạc trong lần trở lại lần này dù nhóm đã kết thúc quảng bá và đánh dấu kết thúc cho năm 2019. Bên cạnh đó, Hwasa cũng đứng đầu BXH thương hiệu idol nữ và đứng thứ 3 trong BXH thương hiệu idol tháng 12. MAMAMOO cũng đứng đầu BXH thương hiệu girl group tháng 12.
Tính đến ngày 2 tháng 2 năm 2021, Mamamoo đã đem về 216.725.109 lượt xem và hơn 4 triệu like cho MV. Qua là một kết quả đáng ngưỡng mộ.

### 2020:Moonbyul(Dark Side of the Moon),Solar(SPIT IT OUT) &Hwasa(Maria), WANNA BE MYSELF, TRAVEL
Ngày 14 tháng 2 năm 2020 là ngày trở lại của Moonbyul với album thứ 2 là " DARK SIDE OF THE MOON " với bài hát chủ đề là " Eclipse "
Với thành công của lần trở lại này đã thiết lập một số thành tích cho Moonbyul với tư cách là nghệ sĩ solo như: đạt #1 lượng sale album tuần thứ 7 của Gaon Chart ở BXH album bán lẻ với 44.569 bản ; #1 Nghệ sĩ solo nữ với lượng album bán ra cao nhất trong gen 3 với 59.342 bản ; #1 Nghệ sĩ solo nữ với lượng album bán ra ngày đầu cao nhất trên Hanteo năm 2020 với 59.342 bản ; #3 Nghệ sĩ solo nữ với lượng album bán ra ngày đầu cao thứ 4 trên Hanteo từ trước đến nay với 59.342 bản ; #3 Nghệ sĩ (tính cả nhóm nam,nữ và nghệ sĩ solo nam, nữ) với lượng album bán ra ngày đầu cao nhất trên Hanteo năm 2020 với 59.342 bản  ; #5 Nghệ sĩ nữ với lượng album bán ra ngày đầu cao nhất trên Hanteo từ trước đến nay (tính cả nhóm nữ) với 59.342 bản ; tính đến ngày 17/2 đã bán được hơn 61.8k bản; #14 bảng xếp hạng Billboard Worldwide Digital Chart
Ngày 23 tháng 4 năm 2020 là ngày thành viên Solar trở lại với tư cách nghệ sĩ solo với single, là thành viên cuối cùng trong nhóm ra mắt với tư cách này. Trước đó các teaser giới thiệu MV cũng đã đạt lượt xem rất cao, chứng tỏ độ quan tâm của công chúng với Solar nói riêng và MAMAMOO nói chung.
Lần ra mắt này là một thành công lớn khi Solar đã đạt được thành tích như: đạt hạng 3 trên Bugs' và Soribada, hạng 4 trên Genie và 18 trên Melon; #5  nghệ sĩ nữ có lượng album bán ra cao nhất trên Hanteo trong ngày đầu năm 2020 với 56.316 bản; dành hạng 12 trên Billboard Worldwide Digital Chart; #1 lượng album bán ra ngày đầu đối với nghệ sĩ solo nữ với 62.807 bản vượt qua 'Dark side of the moon của Moonbyul... Ca khúc hiện đã giành được cup đầu tiên trên "The Show". Việc xuất hiện trên bảng xếp hạng nói trên của Billboard đã giúp MAMAMOO trở thành nhóm nhạc nữ Kpop đầu tiên có tất cả các thành viên ghi danh tại đây với vai trò là nghệ sĩ solo (không tính góp giọng hay song ca), bên cạnh đó Solar còn là nữ nghệ sĩ debut solo giành được cúp trên show âm nhạc với thời gian ngắn nhất trong lịch sử Kpop là 5 ngày.
Mới đây, Billboard xác nhận MAMAMOO cùng 2NE1 là 2 nhóm Kpop duy nhất từng tiến vào bảng xếp hạng Billboard World Digital Song Sale với cả bàihát nhóm và bài hát solo của tất cả các thành viên. Theo đó, Mamamoo cũng là nhóm nhạc đầu tiên của Gen 3, nhóm duy nhất đến từ công ty ngoài Big 3 làm được điều này.
Sau khi debut với bài hát Twit thì em út nhà Mamamoo là Hwasa đã comeback với bài hát chủ đề cùng tên với album: Maria vào ngày 26/6. Mini-album đầu tiên của Hwasa MAMAMOO có tựa đề Maria được phát hành vào ngày 29/6. Album và đặc biệt là ca khúc tiêu đề Maria hiện đang nhận được phản hồi rất tốt từ Trung Quốc. Trong khi Hwasa và ca khúc 'Maria' đang tiếp tục gây bão ở Trung Quốc, nữ ca sĩ đã tiếp tục có thêm thành tích khiến fan hâm mộ trên toàn thế giới nức lòng. 'Maria' vẫn duy trì vị trí top trong các bảng xếp hạng âm nhạc tại Hàn và trụ vững trong World Digital Song Sales Chart của U.S Billboard.Dù phát hành cùng thời điểm với tiền bối Sunmi nhưng Hwasa đã nhanh chóng đạt những thành tích ấn tượng khi đứng đầu BXH Genie. Đối với BXH Melon, María cũng khiến nhiều người thích thú khi nhanh chóng "hạ cánh" ở vị trí thứ 2 và thứ 3 tại Bugs. Đây chính là minh chứng về sức hút mạnh mẽ của Hwasa khi "đụng độ" cũng tên tuổi "khủng" như BLACKPINK và Sunmi.
Công ty chủ quản RBW đã thông báo vào ngày 8 rằng Mamamoo sẽ phát hành một đĩa đơn đặc biệt mang tên 'Wanna Be Myself' vào ngày 10/9 tới đây. Công ty giới thiệu đây là "một bài hát chứa đựng màu sắc độc đáo và nét quyến rũ chân thật của Mamamoo". "
Ngày 20 tháng 10 năm 2020, cũng là ngày trở lại đường đua KPOP với MV Dingga  . Bài hát nằm trong album TRAVEL. Tính đến nay MV đã đem về 40.163.260 lượt xem và gần 2 triệu lượt like trên Youtube.Theo BXH mới nhất do Billboard Mỹ công bố, ca khúc Dingga Dingga của Mamamoo đã lọt vào vị trí No.8 BXH thương mại ca khúc kỹ thuật số thế giới, thể hiện sức hút to lớn của nhóm nhạc nữ nhà RBW Entertainment.Trước đó, Mamamoo đã chứng minh được sự tồn tại của nhóm nhạc nữ tiêu biểu của Kpop khi lọt vào BXH Top Song của iTunes tại 22 khu vực trên toàn thế giới với ca khúc Dingga Dingga. Dingga Dingga là ca khúc thể hiện tâm trạng muốn tập hợp bạn bè trong cuộc sống thường ngày nhàm chán và cô đơn do khoảng cách xã hội. Cùng với lời bài hát mang đến sự đồng cảm, âm thanh funky và màn trình diễn sôi nổi của Mamamoo đã mang đến sự healing giống như Vitamin D.
Vào ngày 3 tháng 11 năm 2020, Mamamoo tiếp tục cho ra lò bài hát AYA, cũng nằm trong album TRAVEL. Nhóm nhạc nữ Mamamoo trở lại với vẻ đẹp hoang dại và quyến rũ. Mamamoo sẽ phát hành mini album mới 'TRAVEL' thông qua nhiều nguồn âm nhạc khác nhau vào lúc 6 giờ chiều ngày 3. Mamamoo trở lại vào đầu tiên trong năm nay, nhóm sẽ thể hiện một sức hút mới, thử thách với thể loại nhạc Ả Rập đầu tiên sau khi ra mắt sau bản phát hành trước của bài hát 'Dingga'.Bài hát chủ đề 'AYA' mang lại cảm giác thú vị và kỳ lạ bằng cách thêm nhịp điệu Reggae vào âm thanh sáo Ả Rập để dẫn dắt bầu không khí chung của bài hát. Ngoài ra, album 'Travel' gồm 6 ca khúc với âm thanh sảng khoái như thể đang chạy trên một con đường mát mẻ, chẳng hạn như: 'Travel', 'Chuck', 'Diamond', và 'Good Night'

### 2021: Wheein (Redd), WAW Project, Tái kí hợp đồng, I Say Mamamoo: The Best, Hwasa (Guilty Pleasure)
Sau 1 năm 7 tháng, Wheein đã trở lại với mini album "REDD" vào ngày 13/4 và title track 'water coulor'. "REDD" có nghĩa hãy xóa bỏ những điều giả tạo, nhạt nhòa trên cơ thể, tâm hồn và thể hiện màu sắc của mình theo cách bản thân mình mong muốn. Ca khúc chủ đề "water color" có phần beat thời thượng với giai điệu New Jack Swing, kết hợp với giọng hát trầm ấm đầy cảm xúc của Wheein. Ca khúc gợi nhớ đến một bức tranh màu nước tươi tắn phác họa bởi nét vẽ nhẹ nhàng, gửi thông điệp táo bạo tới người nghe rằng hãy tô vẽ giá trị bản thân sâu sắc hơn, vì chúng ta hoàn toàn có thể tô đi vẽ lại nhiều lần như bức tranh này vậy. Whee In đã tham gia sáng tác hay viết lời của các ca khúc trong album đã thể hiện một thế giới âm nhạc đầy màu sắc, một bức tranh màu nước mà cô đã vẽ trong suốt một thời gian dài.

## Thành viên
- Chú thích: In đậm là trưởng nhóm

| Nghệ danh | Nghệ danh | Nghệ danh  | Tên khai sinh | Tên khai sinh | Tên khai sinh    | Tên khai sinh | Tên khai sinh  | Vai trò                                            | Ngày sinh         | Nơi sinh                     | Quốc tịch |
| Latinh    | Hangul    | Kana       | Latinh        | Hangul        | Kana             | Hanja         | Hán-Việt       | Vai trò                                            | Ngày sinh         | Nơi sinh                     | Quốc tịch |
| Solar     | 솔라      | ソラ       | Kim Yong-sun  | 김용선        | キム・ヨンソン   | 金容仙        | Kim Dung Tiên  | Leader, Main Vocalist, Sub Rapper, Dancer          | 21 tháng 2, 1991  | Gangseo-gu, Seoul, Hàn Quốc  | Hàn Quốc  |
| Moonbyul  | 문별      | ムンビョル | Moon Byul-yi  | 문별이        | ムン・ビョリ     | 文星伊        | Văn Tinh Y     | Main Rapper, Lead Dancer, Sub Vocalist             | 22 tháng 12, 1992 | Bucheon, Gyeonggi, Hàn Quốc  | Hàn Quốc  |
| Wheein    | 휘인      | フィイン   | Jung Whee-in  | 정휘인        | チョン・フィイン | 鄭輝人        | Trịnh Huy Nhân | Main Dancer, Lead Vocalist                         | 17 tháng 4, 1995  | Jeonju, Jeolla Bắc, Hàn Quốc | Hàn Quốc  |
| Hwasa     | 화사      | ファサ     | Ahn Hye-jin   | 안혜진        | アン・ヘジン     | 安惠真        | An Huệ Trân    | Lead Vocalist, Lead Rapper, Dancer, Maknae, Center | 23 tháng 7, 1995  | Jeonju, Jeolla Bắc, Hàn Quốc | Hàn Quốc  |

Chú thích: Mamamoo không phân chia các vị trí Chính (Main), Dẫn (Lead), Phụ (Sub); không có vị trí Visual hay Center; cũng như sử dụng 'Performer' thay vì 'Dancer'

## Danh sách đĩa nhạc
Korea Albums
- Melting (2016)
- Reality in Black (2019)

## Chuyến lưu diễn
- Mamamoo 1st Concert: Moosical (2016)[51][52]
- 2017 MAMAMOO Concert "Moosical": Curtain Call in Seoul (2017)
- 2017 MAMAMOO Concert "Moosical": Curtain Call in Busan (2017)
- 2018 MAMAMOO CONCERT '4season S/S'
- 2019 MAMAMOO CONCERT '4season F/W'
- 2022 MAMAMOO ONLINE CONCERT 'WAW'